# Pietro Fiocchi
Pietro Fiocchi, né le 22 mai 1964 à Milan, est un homme politique italien, membre du parti Frères d'Italie (Fdl) et député européen depuis 2019.